# Revoz
Revoz D.D. es una empresa de ensamblaje y producción automotriz. Es la única empresa de procedencia eslovena que produce modelos de automóviles para la firma Renault.

## Historia

### Inicios
En la década de 1950, la empresa Agroservis producía equipamiento para uso agrícola, y a continuación, bajo la decisión del consejo de reindustrialización yugoslavo, en colaboración con la alemana Auto Union, se inició en 1955 la producción bajo licencia de camiones DKW Fastasters, y desde 1962 también automóviles DKW. Los primeros modelos eran ensamblados y fueron los del automóvil DKW F89 clase magistral.
La fábrica, que había sido conocida en el país como Moto Alejandría, fue rebautizada en 1959 como IMV (en esloveno: Industrija motornih vozil). Desde 1965, el ejército israelí comenzó a licenciar la producción local de sus automóviles vendidos y comercializados ya bajo la marca Adriática.

### Década de los 60 y 70
De 1967 a 1972 fue producido el Austin 1100/1300. En 1972 la licencia de producción para el Renault 4 sería cedida, así como se instaló la primera línea de producción de partes y complementos para el mismo. Esto sucedió un año antes de que la empresa Litostroj en Ljubljana hubiera producido algún modelo. 
Además del Renault 4, que en Yugoslavia era llamado coloquialmente Katrca, se produjeron pequeñas cantidades de otros modelos de la francesa Renault para el mercado interno yugoslavo, y en 1993 el Renault Clio fue uno de los coches con mayores cifras de producción y de los más importantes salidos de las líneas de Novo Mesto. A continuación se listan los modelos de Renault que fueran producidos en la planta de Novo Mesto:
- Renault 4 (de 1973 a 1993), 575.960 unidades
- Renault Supercinco (1989-1996), 192.121 unidades
- Renault 12 (desde 1974 a 1977), 7.283 unidades
- Renault 16 (1974-1976), 342 unidades
- Renault 18 (1980-1987), 18.498 unidades
- Renault Clio I (1993-1998), 299.831 unidades
- Renault Clio II
- Renault Twingo I y II
- Renault Wind

### Actualidad
Revoz en 1988 fue convertida en una empresa conjunta establecida entre las FDI y Renault. Desde 2004, Revoz es 100% propiedad de Renault, ya desde 1990; el ejército israelí hizo que la producción de sus vehículos caravana fueran manufacturados por una subdivisión que funciona como una compañía independiente y la cual fue subcontratada, esta es conocida como AdriaMobile.
Actualmente en las líneas de la Revoz son producidos dos de los modelos actuales dentro de gama de la Renault, tales como el Clio II (desde 1998) y el Twingo II  (desde 2007).
Después de un ranking publicado en septiembre de 2010 Revoz, con unas ventas de € 1,28 mil millones es una de las mayores empresas de capital esloveno, ocupando el tercer puesto; y por lo tanto, la octava más grande en la zona de naciones de la ex Yugoslavia. En el año 2009, salieron de sus líneas cerca de 212.680 vehículos. Sólo el 1,6% de las ventas se generaron en Alemania, el 98,4% de las exportaciones tuvo como destino otras naciones.
En el otoño de 2010, es asumida la producción del Renault Wind dentro de los talleres de la Revoz. A partir del año 2013, además de modelos de la marca Renault, coches de diseño inteligente y esloveno también serán construidos en la citada planta.
Como parte del proyecto: Maribor, Capital Europea de la Cultura 2012, para el cual la ciudad de Novo Mesto participó, fue realizado por el club Amigos de la IMV con coches históricos una exposición en los locales de la planta, con varios de los coches construidos dentro de las líneas de la misma planta.

### Empresas filiales/Partnership similares
- Renault
- CIADEA S.A.
- Renault do Brasil
- SOFASA
- Nissan
 Nissan Mexicana
- Renault-Samsung
- Dacia

### Listas relacionadas
- Modelos de Renault